# Jöran Gyllenstierna
Jöran Gyllenstierna af Björksund och Helgö, född 2 februari 1632 i Dorpat, död 20 oktober 1686 i Stockholm, var ett svenskt riksråd, greve och ämbetsman som medverkade i reduktionen av adelns gods.

## Biografi

### Tidiga år
Såsom Karl X Gustavs kammarherre (1655), utnämndes Gyllenstierna 1664 till landshövding i Upplands län 1664, upphöjdes 1666 till riksråd. Samma år utnämndes han till hovrättsråd i Svea hovrätt samt kommissarie i reduktionskollegium och blev 1668 president i samma ämbetsverk.
Sedan Karl XI själv tillträtt styrelsen, och i synnerhet sedan den yngre brodern Johan lyckats vinna konungens oinskränkta förtroende, befann sig Jöran Gyllenstiernas karriär under några år i oupphörligt stigande.

### Senare år
År 1676 utnämndes han till kammarråd och 1677 till amiralitetsråd samt 1678 till överståthållare i Stockholm. Men när hans bror Johan, den mäktige gunstlingen, avlidit i juni 1680 var det också slut med Jöran Gyllenstiernas framgångar.
År 1682 måste han begära avsked från riksrådsämbetet. Hans ansökan blev dock en av de få som ej beviljades och han utnämndes till president i Göta hovrätt, en syssla han dock aldrig tillträdde. Själv hade han som ordförande i reduktionskollegium varit bland dem som ivrigast yrkat på en genomgående räfst med kronogodsen. När åtgärden kom till verkställighet blev han en av de första som drabbades.

## Familj
Jöran Gyllenstierna var son till landshövdingen i Uppland, friherre Göran Göransson Gyllenstierna den äldre och friherrinnan Anna, född Skytte, efter sin fars död 1646 friherre till Lundholm. Han gifte sig 1657 med friherrinnan Barbro Margareta Banér, dotter till riksrådet Axel Banér i dennes andra giftermål. Bröderna Jöran och Johan (1635–1680) erhöll grevlig värdighet samtidigt, 16 maj 1674.

### Barn
Barn med Barbro Margareta Banér:
- Göran Gyllenstierna (1662–1736)
- Nils Gyllenstierna  (1670–1731)